# Villarlurin
Villarlurin est une ancienne commune française, située dans le département de la Savoie en région Auvergne-Rhône-Alpes.
La commune fusionne le 1er janvier 2016 avec Saint-Martin-de-Belleville pour former la commune nouvelle Les Belleville.

## Géographie
Villarlurin est située dans la vallée de la Tarentaise, entre les villes de Moûtiers et de Brides-les-Bains.

## Toponymie
- 1793 : Villaturin.

En francoprovençal, le nom de la commune s'écrit Vlolèrin, selon la graphie de Conflans.

## Histoire
Vers 1985, les habitants de Villarlurin ont changé de nom : le conseil municipal a considéré que « Villarlurinais » manquait de classe et lui a préféré « Villarluranais ».
Le 5 juillet 2014 vers 18 h 30, la mairie de Villarlurin est ravagée par les flammes, aucune victime n'est à déplorer et grâce à l'élan de solidarité des Villarluranais, toutes les archives municipales ont pu être sauvées avant l'arrivée des pompiers.

## Politique et administration
| Période                                  | Période  | Identité      | Étiquette | Qualité |
| ---------------------------------------- | -------- | ------------- | --------- | ------- |
| janvier 2016                             | En cours | Georges Danis |           |         |
| Les données manquantes sont à compléter. |          |               |           |         |

| Période                                  | Période       | Identité         | Étiquette | Qualité |
| ---------------------------------------- | ------------- | ---------------- | --------- | ------- |
| avant 1995                               | ?             | Guy Durandard    | PCF       |         |
| mars 2008                                | avril 2009    | Maurice Scioscia |           |         |
| mai 2009                                 | décembre 2015 | Georges Danis    |           |         |
| Les données manquantes sont à compléter. |               |                  |           |         |

## Démographie
L'évolution du nombre d'habitants est connue à travers les recensements de la population effectués dans la commune depuis 1793. À partir du 1er janvier 2009, les populations légales des communes sont publiées annuellement dans le cadre d'un recensement qui repose désormais sur une collecte d'information annuelle, concernant successivement tous les territoires communaux au cours d'une période de cinq ans. 
Pour les communes de moins de 10 000 habitants, une enquête de recensement portant sur toute la population est réalisée tous les cinq ans, les populations légales des années intermédiaires étant quant à elles estimées par interpolation ou extrapolation. Pour la commune, le premier recensement exhaustif entrant dans le cadre du nouveau dispositif a été réalisé en 2004,.
En 2013, la commune comptait 319 habitants, en évolution de +2,57 % par rapport à 2008 (Savoie : +3,87 %, France hors Mayotte : +2,49 %).
| 1793 | 1800 | 1806 | 1822 | 1838 | 1848 | 1858 | 1861 | 1866 |
| ---- | ---- | ---- | ---- | ---- | ---- | ---- | ---- | ---- |
| 222  | 235  | 230  | 256  | 274  | 259  | 235  | 238  | 220  |

| 1872 | 1876 | 1881 | 1886 | 1891 | 1896 | 1901 | 1906 | 1911 |
| ---- | ---- | ---- | ---- | ---- | ---- | ---- | ---- | ---- |
| 229  | 208  | 210  | 233  | 226  | 241  | 265  | 284  | 272  |

| 1921 | 1926 | 1931 | 1936 | 1946 | 1954 | 1962 | 1968 | 1975 |
| ---- | ---- | ---- | ---- | ---- | ---- | ---- | ---- | ---- |
| 235  | 231  | 258  | 252  | 258  | 258  | 272  | 281  | 298  |

| 1982 | 1990 | 1999 | 2004 | 2009 | 2013 | - | - | - |
| ---- | ---- | ---- | ---- | ---- | ---- | - | - | - |
| 276  | 301  | 298  | 313  | 306  | 319  | - | - | - |

## Culture locale et patrimoine

### Lieux et monuments
Mémorial des soldats savoyards morts pour la France durant la guerre d'Algérie, érigé en 1997 par Georgina Raingué.

### Personnalités liées à la commune
- Jean-Paul Ulliel, biologiste, créateur et directeur de l'institut ornithologique de Quimper.
- Marie Combaz, championne du monde junior chasse à l'arc catégorie gros gibier 2008, championnats déroulés à Austin (Texas).